# Rafik Guitane
Rafik Guitane (Évreux, 26 mei 1999) is een Frans-Algerijns voetballer die doorgaans speelt als middenvelder. In juli 2023 verruilde hij Stade de Reims voor Estoril.

## Clubcarrière
Guitane speelde in de jeugd van ALM Évreux en Évreux FC, voordat hij in 2013 terechtkwam in de jeugdopleiding van Le Havre. Zijn professionele debuut voor die club maakte hij op 19 september 2017, toen met 1–0 gewonnen werd van FC Sochaux door een doelpunt van Jean-Philippe Mateta. Guitane mocht drie minuten voor tijd invallen voor Ebenezer Assifuah. Zijn eerste doelpunt viel op 25 november 2017, toen hij in de drieënzeventigste minuut op aangeven van Zinedine Ferhat verantwoordelijk was voor het enige doelpunt van de wedstrijd tegen RC Lens.
In januari 2018 werd hij voor circa acht miljoen euro overgenomen door Stade Rennais, waar hij zijn handtekening zette onder een verbintenis voor de duur van vierenhalf jaar. Voor de tweede helft van het seizoen 2017/18 werd hij op huurbasis teruggestuurd naar Le Havre. Na zijn terugkeer speelde Guitane in twee seizoenen tijd in totaal twee competitieduels, waarna hij voor het seizoen 2020/21 verhuurd werd aan Marítimo.
Guitane verkaste in augustus 2021 naar Stade de Reims, wat hem direct op huurbasis stalde bij Marítimo. Na zijn terugkeer debuteerde hij voor Stade de Reims, maar in de winterstop van de jaargang 2022/23 huurde Estoril hem tot het einde van het seizoen. Na deze verhuurperiode nam Estoril hem definitief over voor een bedrag van tweehonderdvijftigduizend euro. Voorafgaand aan het seizoen 2024/25 huurde SC Braga de middenvelder voor een jaar.

## Clubstatistieken
| Seizoen | Club           | Competitie    | Competitie | Competitie | Beker | Beker | Internationaal | Internationaal | Totaal | Totaal |
| Seizoen | Club           | Competitie    | Wed.       | Dlp.       | Wed.  | Dlp.  | Wed.           | Dlp.           | Wed.   | Dlp.   |
| ------- | -------------- | ------------- | ---------- | ---------- | ----- | ----- | -------------- | -------------- | ------ | ------ |
| 2017/18 | Le Havre       | Ligue 2       | 19         | 2          | 1     | 1     | —              | —              | 20     | 3      |
| 2018/19 | Stade Rennais  | Ligue 1       | 0          | 0          | 0     | 0     | —              | —              | 0      | 0      |
| 2019/20 | Stade Rennais  | Ligue 1       | 2          | 0          | 0     | 0     | 2              | 0              | 4      | 0      |
| 2020/21 | → Marítimo     | Primeira Liga | 26         | 0          | 4     | 0     | —              | —              | 30     | 0      |
| 2021/22 | Stade de Reims | Ligue 1       | —          | —          | —     | —     | —              | —              | 0      | 0      |
| 2021/22 | → Marítimo     | Primeira Liga | 29         | 4          | 1     | 1     | —              | —              | 30     | 5      |
| 2022/23 | Stade de Reims | Ligue 1       | 1          | 0          | 2     | 1     | —              | —              | 3      | 1      |
| 2022/23 | → Estoril      | Primeira Liga | 13         | 0          | 0     | 0     | —              | —              | 13     | 0      |
| 2023/24 | Estoril        | Primeira Liga | 33         | 5          | 8     | 2     | —              | —              | 41     | 7      |
| 2024/25 | Estoril        | Primeira Liga | 3          | 0          | 0     | 0     | —              | —              | 3      | 0      |
| 2024/25 | → SC Braga     | Primeira Liga | 1          | 0          | 1     | 0     | 1              | 0              | 3      | 0      |
| Totaal  | Totaal         | Totaal        | 127        | 11         | 17    | 5     | 3              | 0              | 147    | 16     |

Bijgewerkt op 4 januari 2025.